# Pagan (đảo)
Pagan là một đảo núi lửa thuộc Quần đảo Bắc Mariana thuộc vùng tây bắc của Thái Bình Dương, thuộc thẩm quyền của khối thịnh vượng Bắc Mariana. Nó nằm giữa Alamagan về phía nam, và Agrihan về phía bắc. Hòn đảo hầu như không có người ở kể từ khi hầu hết cư dân phải sơ tán do núi lửa phun trào vào năm 1981.